# Thysanoprymna haemorrhoidea
Thysanoprymna haemorrhoidea is een beervlinder uit de familie van de spinneruilen (Erebidae). De wetenschappelijke naam van de soort is voor het eerst geldig gepubliceerd in 1910 door Rothschild.